# Eggenburg

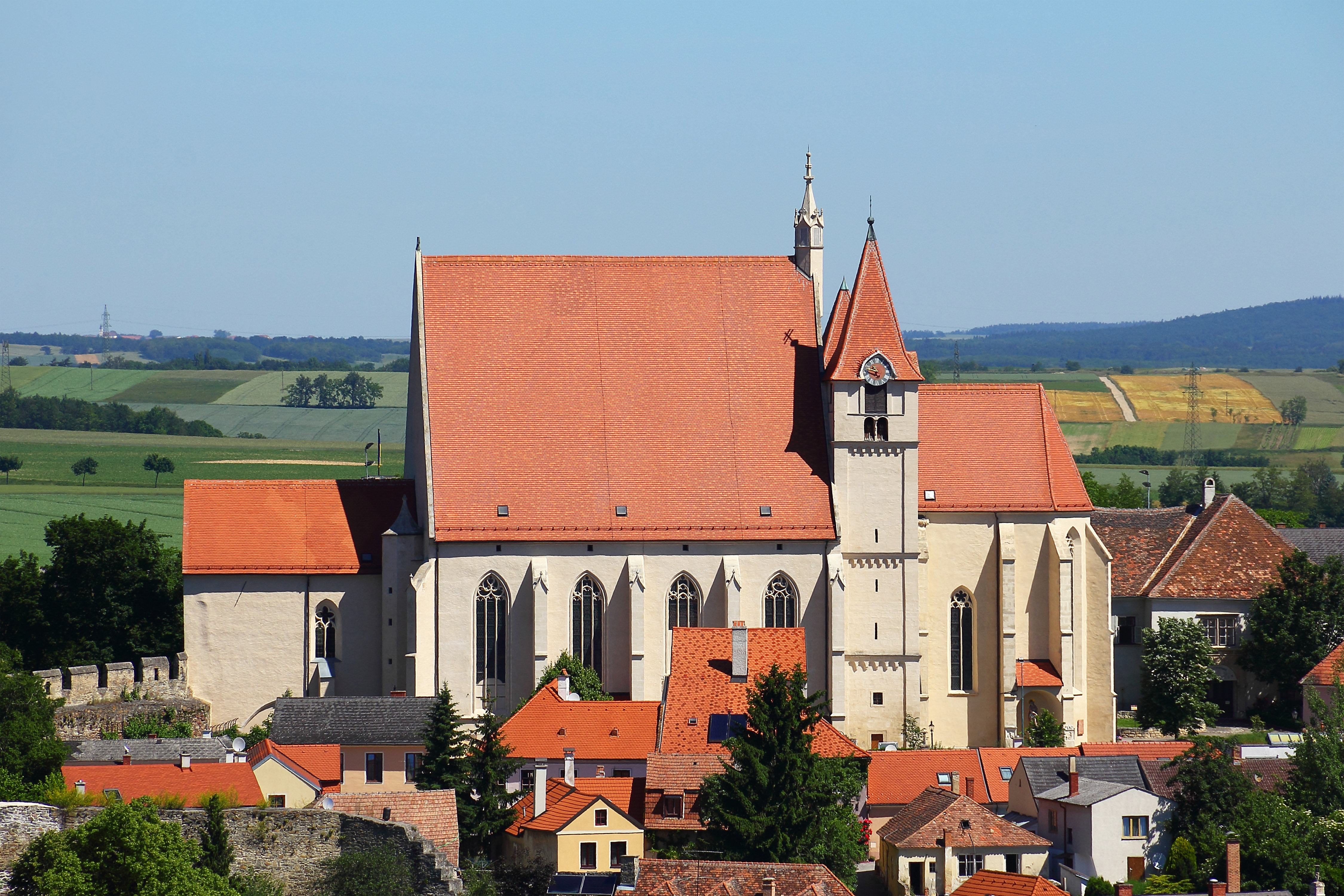
Farní kostel sv. Štěpána

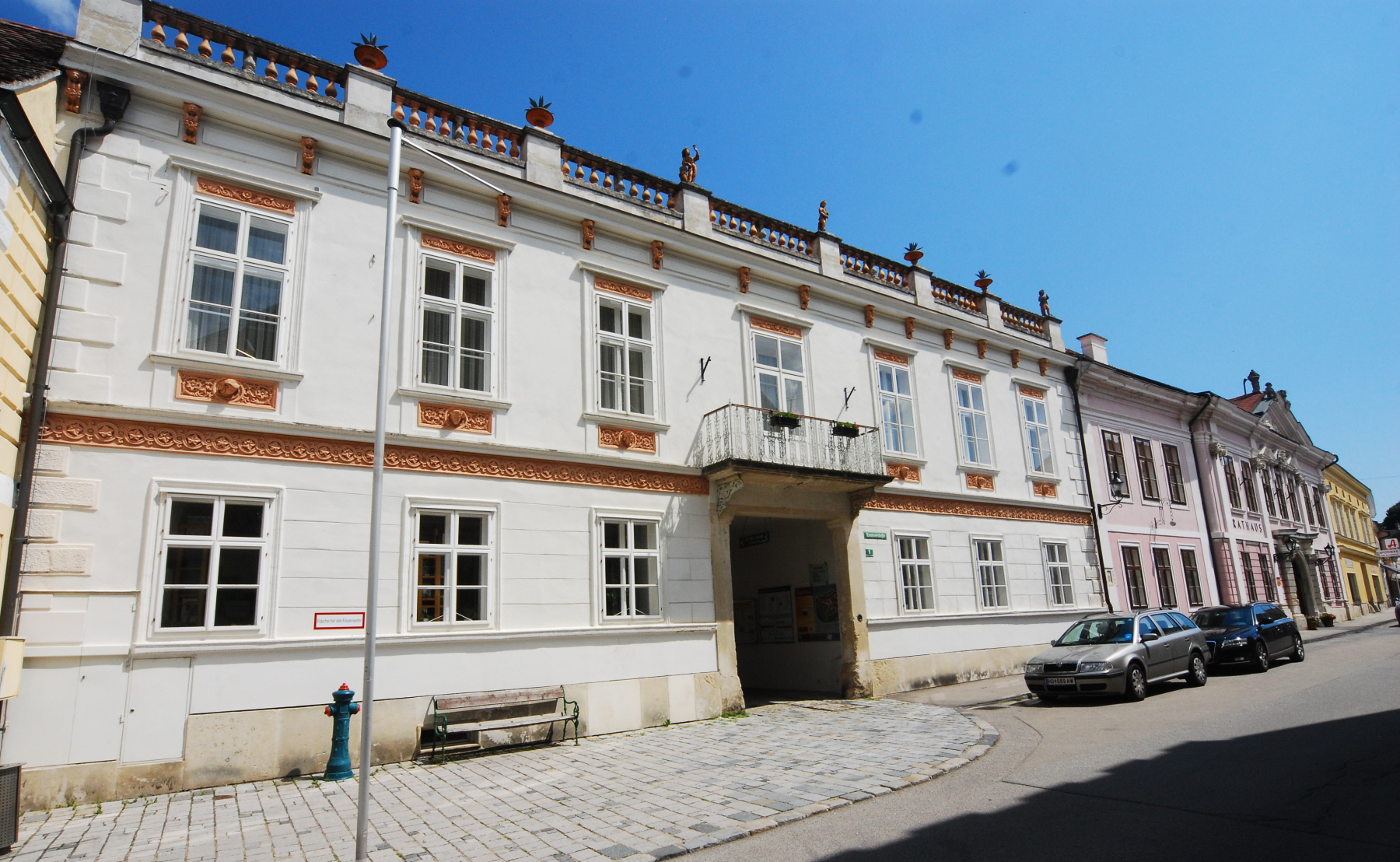
Radnice

Eggenburg je město v Rakousku ve spolkové zemi Dolní Rakousy v okrese Horn. Žije zde přibližně 3 500 obyvatel.

## Poloha
Eggenburg se nachází v severní části spolkové země Dolní Rakousy v regionu Waldviertel. Protéká jím řeka Schmida. Leží 12 km východně od okresního města Horn, křižují se v něm silnice B2, která se u Schöngrabenu odpojuje od silnice B303 a pokračuje přes Horn a Schrems až na hranice s Českou republikou, a silnice B35, která vede z Kremže přes Maissau a Eggenburg také na hranice s Českou republikou. Rozloha území města činí 23,55 km², z nichž 11,59% je zalesněných.

### Členění
Území města Eggenburg se skládá ze čtyř částí (v závorce uveden počet obyvatel k 1.1.2015):
- Eggenburg (3 114)
- Engelsdorf (108)
- Gauderndorf (95)
- Stoitzendorf (252)

## Historie
Žulová pánev rozkládající se nad říčkou Schmida, území dnešního města, bylo osídleno lidmi již v neolitu. Datum založení Eggenburgu leží v babenberských dobách, někdy mezi lety 976 a 1246. Již opevněné hraniční město mělo tržní právo (1160/70) a u farního kostela svatého Štěpána se nacházela kostnice.
První písemná zmínka pochází z 12. století ve tvaru Eginpurch, kdy se město ve sporu mezi Přemyslem Otakarem II. a Rudolfem I. Habsburským přiklonilo na stranu Habsburkovu, načež si obnovilo městské právo.
Katastrofální požár Eggenburgu v roce 1808 způsobil jeho úpadek. Roku 1870 byla městem veden Dráha Františka Josefa, která umožnila spojení s Vídní za 2 hodiny. Později, na popud obchodníka Franze Gameritha, bylo vybudováno tzv. zahradní město, neboť populace města začala prudce stoupat.

## Osobnosti
- Ines Anger-Koch (* 1971), politik
- Hannes Bauer (* 1941), politik
- Friedl Fürnberg (1902–1978), generální sekretář Komunistické strany Rakouska
- Reichardt Fux (1654–1699), kamenický mistr
- Walter Gamerith (1903–1949), rakouský malíř
- Burghard Gaspar (* 1947), profesor, školský direktor, vlastivědec a spisovatel
- Adam Haresleben (1627–1683), stavitel Svatoštěpánského Dómu ve Vídni
- Johann Georg Haresleben (1671–1716), kamenický mistr
- Thomas Haresleben (1673–1733), stavitel Svatoštěpánského Dómu ve Vídni
- Franz Hieß (1641–1675), kamenický mistr
- Stefan Higatzberger (* 1965), rakouský hráč handballu a sportovní manažer
- Georg Andreas Högl (1714–1780), kamenický mistr a sochař
- Johann Caspar Högl (1701–1776), kamenický mistr a sochař
- Tony Jagitsch (* 1948), rakouský správce Bigbandu
- Elisabeth Kerschbaum (* 1966), politička
- Matthias Knox (1645–1688), stavitel Svatoštěpánského Dómu ve Vídni
- Johann Krahuletz (1848–1928), geolog a průkopník v oblasti pravěké archeologie
- Karl Borromäus Landsteiner (1835–1909), katolický teolog
- Johann Marihart (* 1950), manažer
- Barbara Neuwirth (* 1958), spisovatelka
- Tobias Schopf (* 1985), rakouský hráč handballu
- Norbert Silberbauer (1959–2008), spisovatel
- Burkhard Stangl (* 1960), hudebník
- Andreas Steinböck (1665–1740), starosta, kamenický mistr a sochař
- Veith Steinböck (1656–1713), stavitel Svatoštěpánského Dómu ve Vídni
- Wolfgang Steinböck (1650–1708), starosta, kamenický mistr a sochař
- Johann Michael Strickner (1720–1782), kamenický mistr
- Maria Teschler-Nicola (* 1950), antropoložka
- Johann Zelebor (1819–1869), přírodovědec, ilustrátor a zoolog
- Gunter Ziegler (* 1949), rakouský herec